# Oberödenhart
Oberödenhart, eine Wüstung im Truppenübungsplatz Hohenfels, war zuletzt ein Ortsteil der Gemeinde Nainhof-Hohenfels im ehemaligen Landkreis Parsberg.

## Geographische Lage
Die Einöde lag im oberpfälzischen Jura der Südlichen Frankenalb etwa vier Kilometer nördlich von Hohenfels auf rund 485 m über NHN östlich des Kammerthals.

## Geschichte
Oberödenhart erscheint 1264 im Besitz der Parsberger. Nach dem Salbuch der  Herrschaft Hohenfels von etwa 1494/1500 bestand die Ansiedelung „Obern Ethenhard“ aus zwei Anwesen. Dabei blieb es jahrhundertelang. Um 1600 ist der Weiler als „Oberettenhard“ im Kartenwerk von Christoph Vogel unter dem Amt Hohenfels verzeichnet. Gegen Ende des Alten Reiches, um 1800, hatten die beiden Anwesen die Größe eines Dreiviertel- und eines Halbhofes; daneben gab es ein gemeindliches Hirtenhaus.
Im Königreich Bayern wurde um 1810 der Steuerdistrikt Unterödenhart gebildet und 1811 zum Landgericht Parsberg gegeben. Diesem gehörten die Dörfer bzw. Einöden Unterödenhart, Aicha, Butzenhof(en), Machendorf, Oberödenhart, Pöllnricht und Sichendorf an. Mit dem zweiten bayerischen Gemeindeedikt von 1818 entstand daraus die Ruralgemeinde Unterödenhart., zu der 1884 noch die Einöde Mehlhaube hinzukam.
Als 1938 ein Wehrmachtsübungsplatz in der Oberpfalz errichtet wurde, musste die Gemeinde Unterödenhart und damit auch Oberödenhart abgesiedelt werden und ging 1944 offiziell im Heeresgutsbezirk Hohenfels auf. Nachdem 1925 Oberödenhart noch von 22 Personen bewohnt war, lebten dort nach Auflassung des Heeresgutsbezirks und der Wiederbesiedelung durch Flüchtlinge und Vertriebene im Herbst 1950 wieder 13 Bewohner, allerdings in Notunterkünften. Diese mussten sie im Herbst 1951 in kurzer Frist verlassen, als der US-Truppenübungsplatz Hohenfels errichtet wurde; in ihm wurde die Einöde zum zweiten Mal zur Wüstung. Dort festgestellte untertägige mittelalterliche und frühneuzeitliche Befunde gelten als Bodendenkmäler. Im Zuge der Gebietsreform in Bayern wurde das Gebiet des „alten“ Truppenübungsplatzes am 1. Oktober 1970 dem Markt Hohenfels angeschlossen.

### Einwohner- und Gebäude-/Hofzahlen
- 1500: 2 Anwesen[12]
- 1800: 2 Anwesen, Hirtenhaus[13]
- 1830: 22 Einwohner (3 Häuser)[14]
- 1838: 22 Einwohner (3 Häuser)[15]
- 1867: 23 Einwohner (13 Gebäude)[16]
- 1871 24 Einwohner (6 Gebäude; Großviehbestand 1873: 2 Pferde, 25 Stück Rindvieh)[17]
- 1900: 25 Einwohner (3 Wohngebäude)[18]
- 1925: 22 Einwohner (2 Wohngebäude)[19]
- 1950: 13 Einwohner in Notwohngebäuden[20]

### Kirchliche Verhältnisse
Das Dorf gehörte seit altersher (so um 1600) zur katholischen Pfarrei St. Ulrich zu Hohenfels im Bistum Regensburg. Dorthin gingen die Kinder bis zur Absiedelung in die katholische Schule; um 1950 besuchten die Kinder der Neusiedler die Schule der Gemeinde Nainhof-Hohenfels  in Nainhof.